# Gecinulus
A Gecinulus a madarak (Aves) osztályának harkályalakúak (Piciformes) rendjébe, ezen belül a harkályfélék (Picidae) családjába tartozó nem.

## Előfordulásuk
A Gecinulus-fajok ázsia harkályfélék. Az előfordulási területük Bangladestől Vietnámig, illetve a Maláj-félszigetig terjed.

## Rendszerezés
A nembe az alábbi 2 faj tartozik:
- Gecinulus grantia (McClelland, 1840)[2]
- Gecinulus viridis Blyth, 1862[3]